# Грифид Младший II
Грифид Младший (валл. Gruffudd Fychan) (ок. 1306 — 1369) — сын Грифида и его жены Элизабет Ле Стренж.
Его отец умер, когда Грифиду было около 3 лет. В 1325 году Грифид наследовал своему дяде Мадогу в Глиндиврдуи и Кинллайт-Оуайне.
Грифид женился на Элейн верх Томас, которая была потомком Грифида Дехейбартского. От этого брака родились следующие дети:
- Мадог, умер в детстве
- Оуайн Глиндур (1359—1415)
- Теудр, лорд Гвидделверн (ок. 1362 года — 11 марта 1405, погиб в Брекнокширской битве).
- Грифид, имел дочь Еву
- Лори, вышла замуж за Роберта Пулестона[англ.] из Эмрала
- Изабель, замужем за Адамом ап Йорвертом.
- Морфудд, 1-й муж — сэр Ричард Крофт, 2-й — муж Давид ап Эднивед
- Гвенллиан